# Майская Горка (Татарстан)
Майская Горка — деревня в Нижнекамском районе Татарстана.
Находится в 30 км от Нижнекамска. Население (по состоянию на 2008 год) — менее 15 человек.

## География
Расположено в центре республики и центре Нижнекамского района.
Расстояния до ближайших городов: Камские Поляны — 12 км (сев.-вост.), Чистополь — 50 км (зап.), Нижнекамск — 30 км (сев.-вост.), Заинск — 40 км (вост.).

## Население
| 1926 | 1949 | 1958 | 1970 | 1979 | 1989 | 2002 | 2013 | 2017 |
| ---- | ---- | ---- | ---- | ---- | ---- | ---- | ---- | ---- |
| 169  | 148  | 126  | 112  | 26   | 13   | 3    | 55   | 100  |